# Leon Bridges
Todd Michael Bridges, detto Leon (Fort Worth, 13 luglio 1989), è un cantautore statunitense.
Affiliato a Columbia Records, nel corso della sua carriera ha pubblicato tre album.

## Biografia
Le prime esibizioni in pubblico del musicista di Fort Worth, Texas, avvengono in serate per musicisti amatoriali, durante le quali Bridges –al tempo impiegato come lavapiatti– viene notato da diversi agenti discografici. Il musicista decide infine, grazie anche all'attenzione suscitata dai primi singoli pubblicati su SoundCloud sul finire del 2014, di firmare con la prestigiosa Columbia Records.
Le prime canzoni definiscono già lo stile musicale di Bridges, ispirato al soul e rhythm and blues degli anni Cinquanta e Sessanta, con una particolare affinità alle sonorità e alla personalità di Sam Cooke, a cui il cantante di Fort Worth è stato frequentemente associato, per il timbro vocale e per lo stile dal sapore rétro.
Il relativo successo di ascolti lo porta all'organizzazione di un primo tour nazionale in Texas nel gennaio del 2015, a cui segue, nel febbraio dello stesso anno, un'esibizione come artista di supporto al concerto di Sharon Van Etten a New York. Coming Home, il primo singolo ufficialmente pubblicato per Columbia Records, rientra nello stesso mese della sua uscita tra le Top 10 Most Viral Track di Spotify (oltre che essere utilizzato per una più recente pubblicità dell'iPhone 6 di Apple), così come l'attesa dell'esordio discografico omonimo è stato inserito nella classifica stilata dal The New York Times sugli album texani più attesi del 2015.
Effettivamente l'uscita del suo primo long-playing nell'estate del 2015 è seguita da un buon responso di critica, attestato dalla valutazione di 78/100 su Metacritic e da recensioni molto positive su magazine prestigiosi quali Paste Magazine e Pitchfork.
Anticipato dai singoli Bet Ain't Worth the Hand e Bad Bad News, nel maggio 2018 Bridges pubblica il suo secondo album in studio Good Thing. Nel 2021 pubblica il suo terzo album Gold-Diggers Sound.

## Discografia

### Album in studio
- 2015 - Coming Home
- 2018 - Good Thing
- 2021 - Gold-Diggers Sound
- 2024 - Leon

### Album live
- 2015 - Live At SXSV

### EP e singoli
- 2015 - Lisa Sawyer
- 2015 - Coming Home